# Formica Leo

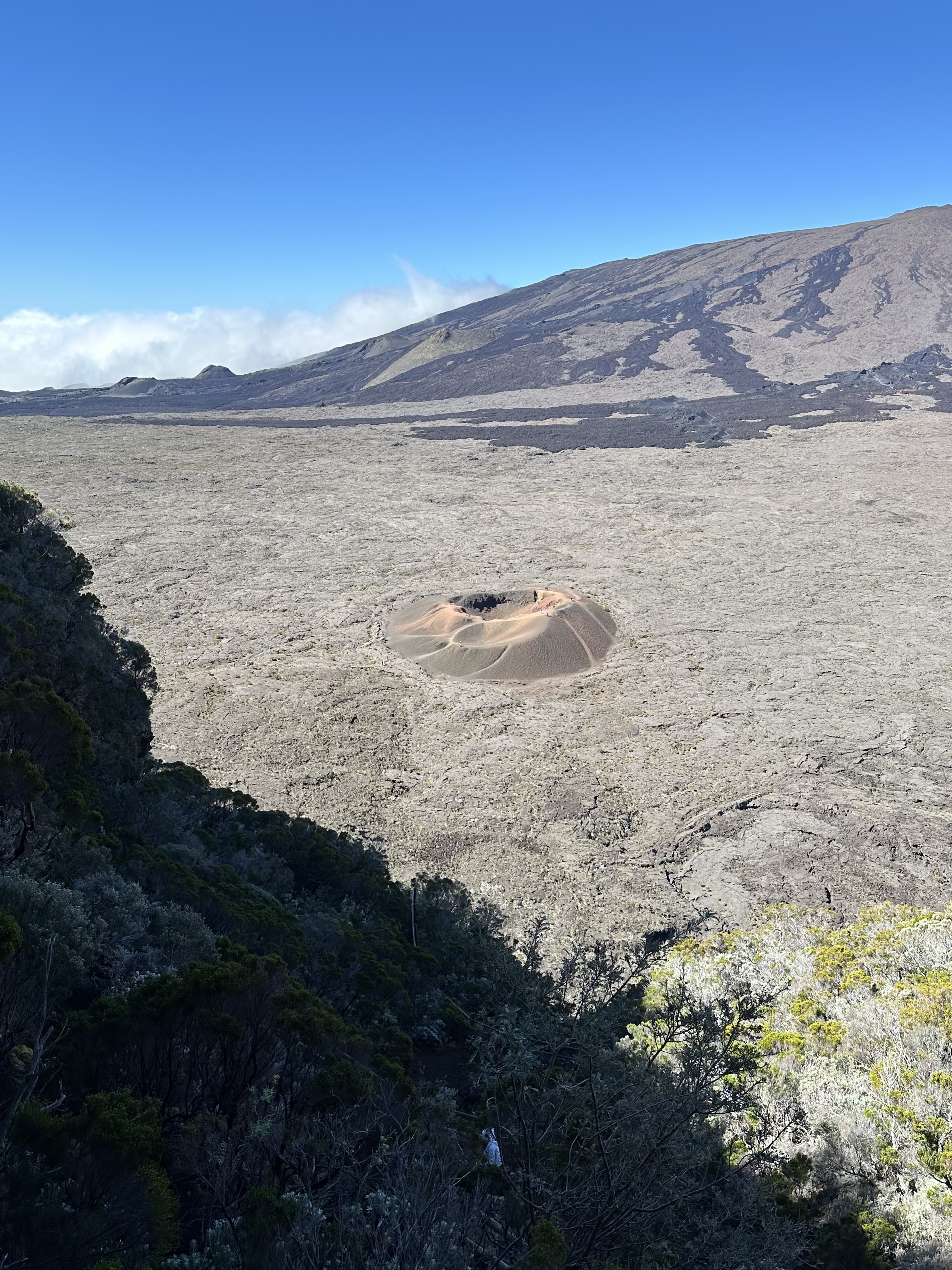
Blick auf den Formica Leo, 2024

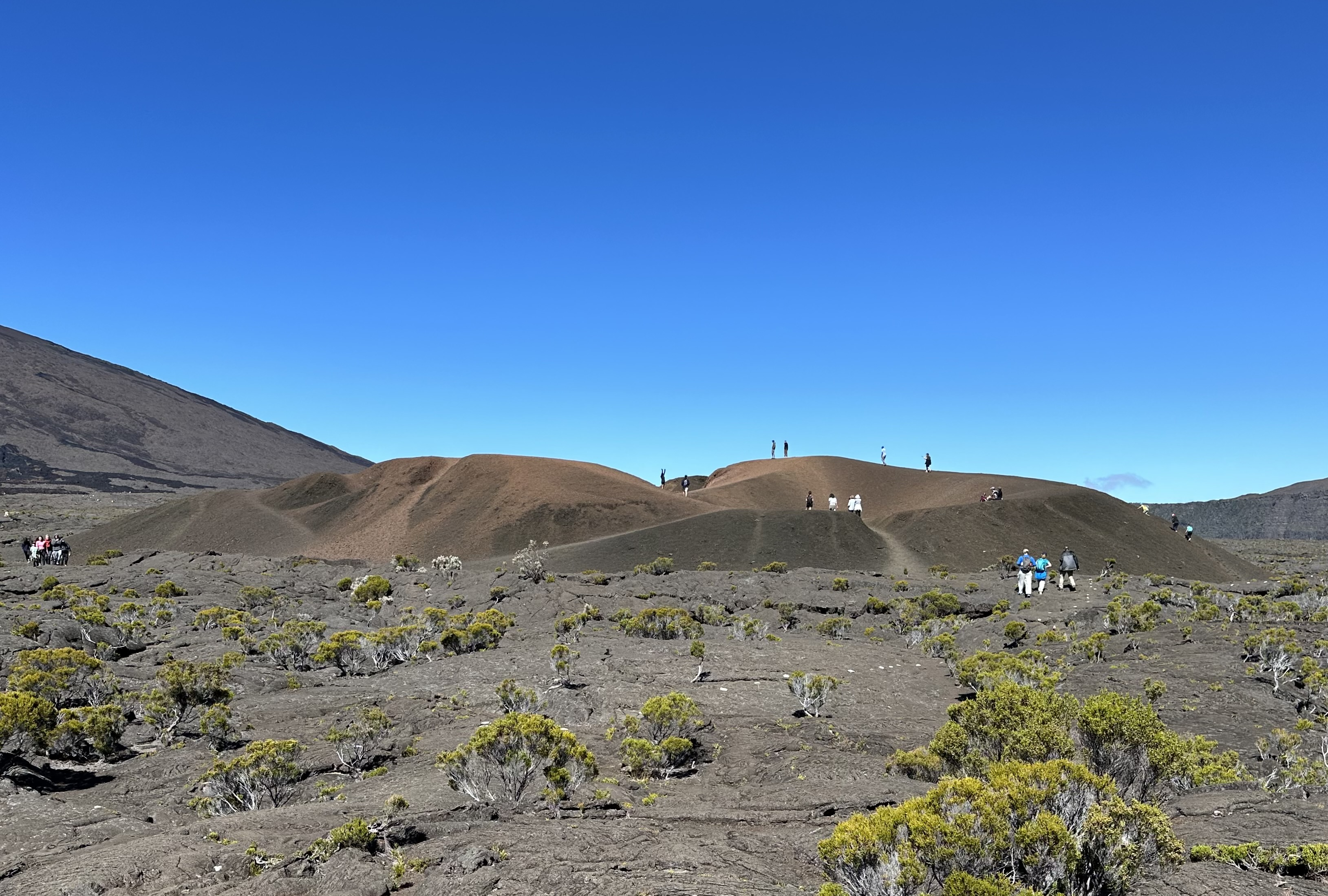
Blick von Norden, mit Touristen auf dem Formica Leo, 2024

Der Formica Leo ist ein Vulkankegel im Bereich des Vulkans Piton de la Fournaise auf Réunion.

## Lage
Der Formica Leo befindet sich auf einer Höhe von 2210 Metern im nordwestlichen Teil der Caldera Enclos Fouqué des aktiven Vulkans Piton de la Fournaise, nordwestlich des Kraters Dolomieu im südlichen Teil der im Indischen Ozean gelegenen Insel Réunion. Nördlich befindet sich der Pas de Bellecombe-Jacob.

## Geschichte und Beschaffenheit
Der Kegel entstand im Zuge eines Ausbruchs im Jahr 1753 und ging aus ausgeworfener Schlacke hervor. Er hebt sich durch den ockeren Farbton seines pulvrigen, sandartigen Materials deutlich von der Umgebung der Caldera ab. Sein Durchmesser beträgt maximal 100 Meter. Unmittelbar am Formica Leo vorbei führt der Wanderweg vom nahegelegenen Pass Bellcombe-Jacob zum Aufstieg zum aktiven Vulkankrater des Piton de la Fournaise, so dass der Kegel täglich von Wanderern bestiegen wird, was seine Erosion beschleunigt.
Der französischsprachige Name nimmt Bezug auf Ameisenlöwen, weil das Erscheinungsbild des Kegels an den Fangtrichter von Ameisenlöwen erinnert.